# 欧布瓦河畔拉盖尔什站
欧布瓦河畔拉盖尔什站（法語：Gare de La Guerche-sur-l’Aubois）是法国的一个铁路车站，位于法国谢尔省欧布瓦河畔拉盖尔什市镇范围内。

## 位置
欧布瓦河畔拉盖尔什站位于欧布瓦河畔拉盖尔什东南部，维耶尔宗－讷韦尔铁路281.371公里处，距离布尔日大约49公里。车站大致呈西北-东南走向，站房位于铁路东北侧。因该站人流量较小，欧布瓦河畔拉盖尔什站的人工售票窗口已于2017年初关闭。

## 车站概况
自2017年2月起，欧布瓦河畔拉盖尔什站成为了一个无人看守的铁路车站（法語：Halte Ferroviaire），站台内设有一台自动售票机，可出售当日有效的TER列车车票。站内亦设有列车信息电子显示屏和语音自动报站器。
欧布瓦河畔拉盖尔什站没有地下通道或天桥，前往上行方向（布尔日方向）站台的乘客需横穿铁路正线前往，因此该站存在一定的安全隐患。

## 站台设置
| 东北↑ |      |             | 主站房 |
|       | 侧式 |             |        |
|       |      | 讷韦尔方向→ |        |
|       |      | ←布尔日方向 |        |
|       | 侧式 |             |        |
| 西南↓ |      |             |        |

## 停靠线路
以下列车线路在欧布瓦河畔拉盖尔什站停靠：
| 欧布瓦河畔拉盖尔什站列车线路表 |                         |        |        |                 |
| 线路                           | 车种                    | 上一站 | 下一站 | 大致运行频率    |
| 奥尔良—讷韦尔                  | TER Centre-Val-de-Loire | 内龙德 | 讷韦尔 | 每天2趟左右     |
| 图尔→讷韦尔                    | TER Centre-Val-de-Loire | 内龙德 | 讷韦尔 | 每天1班（单向） |
| 维耶尔宗/布尔日—讷韦尔         | TER Centre-Val-de-Loire | 内龙德 | 讷韦尔 | 每天3趟左右     |
| 1. 2.                          |                         |        |        |                 |

## 配套交通

### 长途汽车
欧布瓦河畔拉盖尔什站对应的大巴车上下车地点位于车站东北侧的空地上。当铁路线施工或罢工时，SNCF可能会提供途径该线路沿途站点的大巴车。

### 城市公共交通
欧布瓦河畔拉盖尔什站附近暂无配套的城市公共交通线路。

## 社会车辆
欧布瓦河畔拉盖尔什站门口可停靠少量社会车辆，车站西侧设有自行车停靠点。

## 临近车站
| 欧布瓦河畔拉盖尔什站（Gare de La Guerche-sur-l'Aubois） |                      |                                                     |
| 上行车站                                                | 线路                 | 下行车站                                            |
| 内龙德站 12,5km ←                                       | 维耶尔宗－讷韦尔铁路 | （支线）→ 19,8km 讷韦尔站 （支线）→ 10,4km 桑凯斯站 |